# Carles Riba
Carles Riba i Bracons, né le 23 septembre 1893 à Barcelone et décédé le 12 juillet 1959  dans la même ville, est un poète, écrivain et traducteur espagnol d'expression catalane.

## Biographie
Il étudia le droit et la philosophie à l'Université de Barcelone. En 1916 il s'est marié à la poète Clementina Arderiu. Il a travaillé un temps à l'école des libraires.
En 1922 il voyagea à Munich pour étudier auprès de Karl Vossler. Il compléta son éducation classique en voyageant en Italie et en Grèce dans les années 1920. À ce moment il collabora avec Pompeu Fabra sur le Dictionnaire Général de la Langue Catalane (Diccionari General de la Llengua Catalana).
Plus tard il travailla à la Fondation Bernat Metge (Fundació Bernat Metge), spécialisé en études classiques, et devint lecteur en grec à l'université Indépendante de Barcelone en 1934.
En raison de son association avec les idées républicaines et le Catalanisme, il a été forcé de fuir à Montpellier, en France, après la victoire des forces franquistes à la fin de la guerre civile en 1939. En 1943 il retourna à Barcelone pour travailler à partir de traductions classiques pour la Fondation Bernat Metge, dont il devint directeur.

## Œuvres
Il est l'auteur de nombreuses œuvres poétiques parmi lesquelles Estances (1919 et 1930), Elegies de Bierville (1943), Salvatge Cor (1952), Del joc i del foc (1947) ou encore Esbós per a tres oratoris (1957), ainsi que des traductions de Constantin Cavafy, Friedrich Hölderlin, Edgar Allan Poe, Rainer Maria Rilke et Franz Kafka. Ses traductions classiques incluent l'Odyssée d'Homère, les Vies Parallèles de Plutarque, et des pièces de Sophocle et d'Euripide en catalan.
Le travail de Carles Riba a ensuite été traduit en anglais par Joan Gili et Pearse Hutchinson.

### Romans et contes
- 1917 : Aventuras de Perot Marrasquí (contes)
- 1920 : Guillot el bandolero (contes)
- 1924 : El amor ingenuo
- 1928 : Seis Juanes

### Poésie
- 1919 : Primer libro de Estancias
- 1912-1919 : La palabra de lloure
- 1930 : Segundo libro de Estancias
- 1937 : Tres suites
- 1943 : Las Elegías de Bierville
- 1947 : Sobre el juego y el fuego
- 1952 : Corazón salvaje
- 1957 : Esbozo para tres oratorios

### Critique littéraire et autres essais
- 1922 : Escolis y otros artículos
- 1927 : Los márgenes
- 1937 : Para comprender
- 1957 : ...Más los poemas

### Traduction (en catalan)
- Odyssée de Homère
- Vies parallèles de Plutarque
- Théâtre de Sophocle
- Théâtre de Euripide
- Poésie de Constantin Cavafy
- Histoires extraordinaires d'Edgar Allan Poe